# تيفاني كورنيليوس
تيفاني كورنيليوس (بالفرنسية: Tiffany Cornelius)‏ هي لاعبة كرة مضرب لوكسمبورغية، ولدت في 13 يناير 1989 في مدينة لوكسمبورغ في لوكسمبورغ.

## وصلات خارجية
- تيفاني كورنيليوس على موقع رابطة محترفات التنس (الإنجليزية)
- تيفاني كورنيليوس على موقع الاتحاد الدولي لكرة المضرب (الإنجليزية)
- تيفاني كورنيليوس على موقع كأس بيلي جين كينغ (الإنجليزية)
- تيفاني كورنيليوس على موقع خلاصة التنس.كوم (الإنجليزية)
- تيفاني كورنيليوس على موقع إي إس بي إن.كوم (الإنجليزية)